# G1 (sito web)
G1 è un portale web di notizie brasiliano gestito dal Grupo Globo e sotto la guida del Central Globo de Jornalismo. È stato messo attivato il 18 settembre 2006, l'anno in cui Rede Globo aveva 41 anni. Il portale fornisce i contenuti giornalistici delle varie società del Grupo Globo - Rede Globo, Globo News, Radios CBN e Globo, i periodici O Globo, Extra, Época e Globo Rural, tra gli altri, oltre a pubblicare i propri articoli con testi, foto, audio e video.
Oltre alle cinque redazioni a Rio de Janeiro, San Paolo, Brasilia, Belo Horizonte e Recife, affiliate di Rede Globo, giornali, riviste, stazioni radio e agenzie di stampa Agência Estado, Agence France-Presse, Associated Press, EFE, The New York Times, Lusa e Reuters alimentano il portale di notizie, che viene aggiornato 24 ore al giorno.
Il portale si distingue per i suoi contenuti multimediali, sfruttando i vantaggi di Internet rispetto ai tradizionali mezzi di comunicazione.
Le versioni G1 in inglese e spagnolo sono nate l'11 giugno 2010 e hanno video sottotitolati in due lingue.
Il G1 ha anche la versione mobile e le applicazioni per Android e iOS.